# Karl Wolfskehl
Karl Wolfskehl, né le 17 septembre 1869 à Darmstadt et mort le 30 juin 1948 à Auckland en Nouvelle-Zélande, est un écrivain, poète et traducteur allemand.

## Biographie
Karl Wolfskehl naît dans une vieille famille de la bourgeoisie juive de la région de Mayence. Il étudie à Giessen et à Leipzig et s'intéresse à la mythologie et aux légendes germaniques. En 1892, il découvre la revue littéraire de Stefan George, Blätter für die Kunst et rencontre le poète l'année suivante à Munich. À partir de là, chaque livraison de la revue contient des poèmes de Wolfskehl.
En 1898, il épouse Hanna de Haan, la fille d'un chef d'orchestre néerlandais en poste à Darmstadt. Il s'installe à Munich. Son appartement au début du XXe siècle est un lieu de rencontre des intellectuels et des artistes. On y croise George, Ludwig Klages, Alfred Schuler (de), avec lesquels il forme les cosmiques, mais aussi Franziska zu Reventlow, Annette Kolb, Friedrich Gundolf, Rudolf Pannwitz, Martin Buber et les peintres encore inconnus Paul Klee et Franz Marc.
En 1933, après l'incendie du Reichstag, il s'exile d'Allemagne et émigre en Suisse puis en Italie. En 1938, il part pour la Nouvelle-Zélande où il passe les dix dernières années de sa vie.

## Œuvre
Wolfskehl considérera toute sa vie George comme son maître. À côté de ses poèmes, il publie des traductions adaptées de textes en français, flamand, moyen haut allemand, latin médiéval ou italien. Il publie aussi des articles dans des journaux tels que la Frankfurter Zeitung.

## Ouvrages
- 1927, Der Umkreis, Berlin, Bondi
- 1934, Die Stimme Spricht, Berlin, Schocken Verlag
- 1960, Karl Wolfskehl. Gesammelte Werke, Margot Ruben et Claus Victor Bock (éditeurs), deux volumes, Hambourg, Claassen